# دروب الشك (مسلسل)
دروب الشك، مسلسل تلفزيوني كويتي، إنتج وعرض في شهر رمضان لعام 1999، كتبته فجر السعيد وإخرجه عبد العزيز المنصور.

## ملخص القصة
تدور الأحداث حول عائلة تضم ثلاثة أخوة وأخت وأبناء الأخوة والصراع الذي يدور بين أفرادها حول أمور كثيرة، منها الزواج غير المتكافئ حيث الزوج دكتور بالجامعة والزوجة الأمية، والأب البخيل ومعاملته لأسرته، وزواج الأقارب، وانشغال الزوجة عن أسرتها وإهمالها لها، والزوج الذي يجر زوجته لإدمان المخدرات، والخلافات بين أبناء العمومة بسبب الانتخابات الجامعية وغيرها.

## فريق الممثلين وشخصياتهم
| الممثل                      |
| --------------------------- |
| محمد المنصور (الدكتور خالد) |
| حسين المنصور (سعود)         |
| منصور المنصور (يوسف)        |
| زهرة الخرجي (أمل)           |
| أحلام محمد (فوزية)          |
| عبير أحمد (سهام)            |
| هبة الدري (نورة)            |
| مشاري البلام (وليد)         |
| خالد البريكي (ضاري)         |
| عبد القادر الهدهود (فواز)   |
| علي جمعة (فيصل)             |
| إيمان القصيبي (شيخة)        |